# Йохан I фон Фалкенбург
Йохан I (Ян) фон Фалкенбург (на немски: Johann (Jan) von Falkenburg; * ок. 1281, Ситард; † 3 март 1356, Ситард, Лимбург, Нидерландия) от странична линия на графовете на Клеве-Хайнсберг, е граф на Фалкенбург, господар на Борн, Ситард, Херпен и Фалкенбург.

## Произход
Той е син на Валрам фон Фалкенбург († 1302) и съпругата му графиня Филипа фон Гелдерн-Цутфен († 1302), наследничка на Сустерен и Гелеен, дъщеря на граф Ото II фон Гелдерн († 1271) и втората му съпруга Филипа дьо Дамартен († 1278/1281). Брат му Райнолд I († 12 юли 1333) е господар на Фалкенбург и Моншау.

## Фамилия
Първи брак: ок. 1324 г. с Мария ван Куик-Херпен (* ок. 1300; † 28 октомври 1328), наследничка на Херпен, дъщеря на Алберт II ван Куик, господар на Херпен († 1308). Те имат децата:
- Валрам фон Фалкенбург († 3 май 1378), женен I. 1348/1349 г. за Алайдис фон Ашперен († 9 май 1366), II. сл. 9 май 1366 г. за Жана дьо Шатилон († сл. 1409)
- Филипа фон Фалкенбург (* ок. 1335; † сл. 21 февруари 1388 или 1398), наследничка на Херпен и Равещайн, омъжена за граф Йохан II фон Залм в Горен-Залм († 1386/ или 1400). По други източници тя е дъщеря на втората му съпруга Катарина ван Фоорне.
- Райнолд II фон Фалкенбург († 17 януари 1396), женен през 1393 г. за Елизабет фон Клеве (* ок. 1378; † сл. 2 юли 1430). По други източници е син от втората му съпруга Катарина ван Фоорне.

Втори брак: сл. 25 юли 1334 г., разрешение на 12 януари 1339 г., за Катарина ван Фоорне, бургграфиня на Зееланд († 1 септември 1366), наследничка на Ацквой, вдовица на Йохан I ван Хайнсберг, господар на Васенберг, Зитард-Даленбруг (* ок. 1305; † 25 юли 1334), дъщеря на Герхард ван Фоорне, бургграф на Зееланд († 1336/1337) и Хайлевиф ван Борселен († 1327/1329) или Алайдис ван Куик. Те имат вероятно две деца, Филипа и Райнолд II фон Фалкенбург.